# 月烈
月烈（?—?），元朝公主，元世祖忽必烈的幼女，兄弟真金太子。
月烈嫁给了汪古部的首领爱不花，爱不花是赵王，所以月烈被封为赵国大長公主。父親孛要合的夫人是成吉思汗的女儿阿剌海别吉。爱不花的四個兒子阔里吉思、也先海迷失、阿里八䚟、朮忽难都是月烈所生。她的姑姑、真金的女兒忽答迭迷失和元成宗（真金子）的女兒爱牙失里先後嫁給阔里吉思。阔里吉思的兒子术安娶甘麻剌（真金子）的女兒阿剌的纳八剌。月烈先被追封皇姑齐国大长公主，后改封赵国大长公主。